# Pseudonoorda nigropunctalis
Pseudonoorda nigropunctalis là một loài bướm đêm trong họ Crambidae.